# Dalbergia pinnata
Dalbergia pinnata là một loài thực vật có hoa trong họ Đậu. Loài này được (Lour.) Prain miêu tả khoa học đầu tiên.